# Верђате
Верђате (итал. Vergiate) је насеље у Италији у округу Варезе, региону Ломбардија.
Према процени из 2011. у насељу је живело 5814 становника. Насеље се налази на надморској висини од 272 м.

## Становништво
| 1931. | 1936. | 1951. | 1961. | 1971. | 1981. | 1991. | 2001. | 2011. |
| ----- | ----- | ----- | ----- | ----- | ----- | ----- | ----- | ----- |
| 4.090 | 4.112 | 5.116 | 5.766 | 6.945 | 7.627 | 8.086 | 8.414 | 8.967 |